# Wittlingen (Bad Urach)

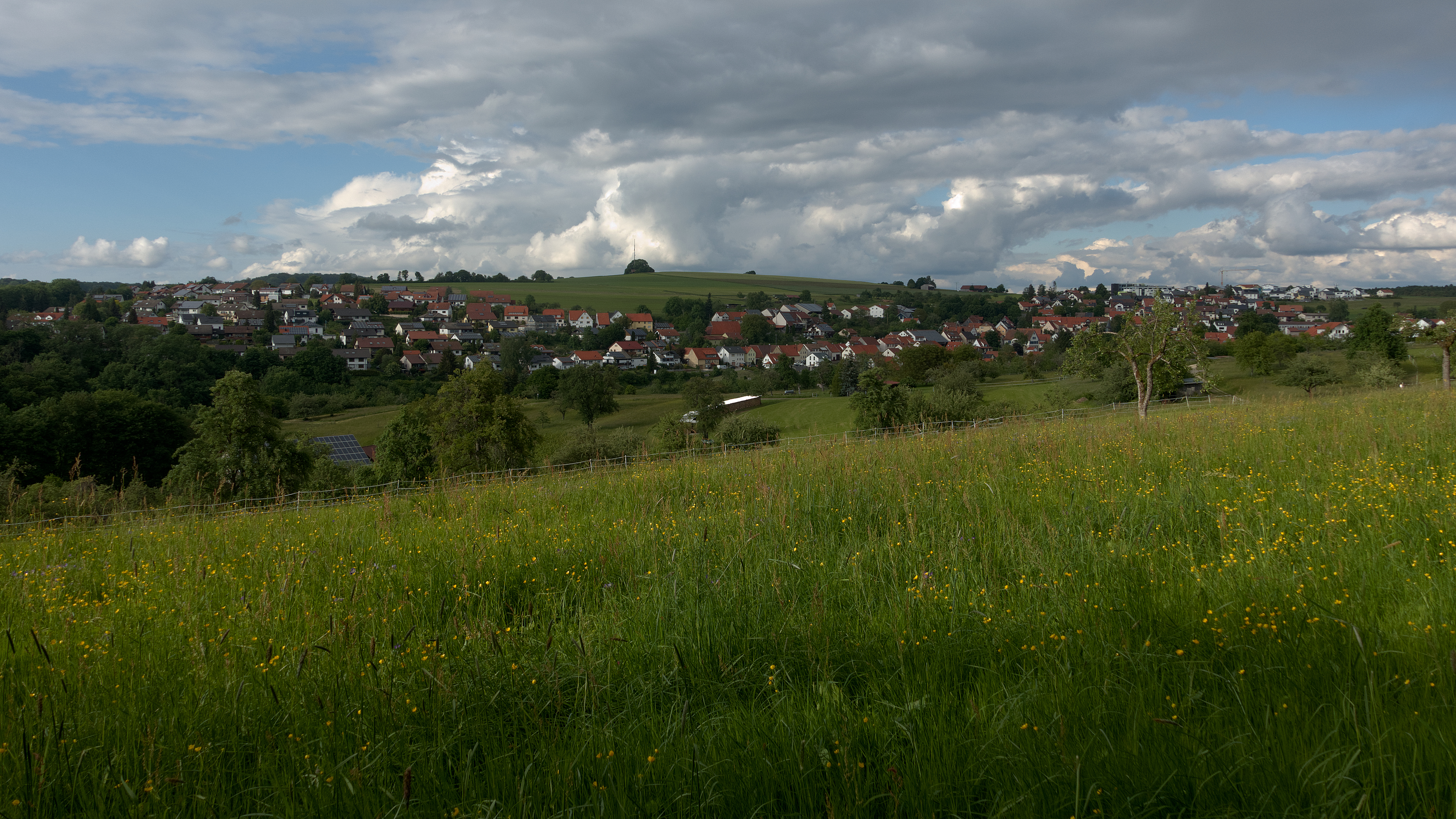
Wittlingen aus südwestlicher Richtung (2022)

Wittlingen ist mit 1154 Einwohnern nach der Kernstadt der größte Stadtteil von Bad Urach im Landkreis Reutlingen, Baden-Württemberg.
Der Ort liegt auf 689 m ü. NN. Er ist eine alemannische Ursiedlung, die in einer vulkanischen Senke liegt.
Im Stadtteil Wittlingen befindet sich ein Kindergarten, eine Grundschule, die von Wittlinger Kindern und denen aus dem benachbarten Hengen besucht wird, ein Tante-Emma-Laden, einen Hofladen, eine Bank und ein Industriegebiet.

## Geschichte
Durch Reihengräberfunde im Ortsbereich und die Namensendung in „Witilingin“ ist eine frühe alemannisch Siedlung nachgewiesen. Als Ortsadel gilt eine Sippe namens Witilo. Infolge der Reichsgründung kam Wittlingen in den Besitz der Grafen von Achalm. 1089 wurde „Witilingin“ im Bempflinger Vertrag erstmals erwähnt, worin die Teilung des Achalmschen Besitz festgeschrieben wurde. Einer der Erben und Unterzeichner, Burkhard von Wittlingen, übertrug seinen Besitz später dem Kloster Zwiefalten. Allerdings entzog ein Vetter Burkhards dem Kloster die Schenkung größtenteils wieder und verkaufte Güter und Rechte am Ort an Herzog Friedrich von Schwaben. Die Ortsherrschaft war Zubehör der Burg Hohenwittlingen, die vermutlich Ende des 11. Jahrhunderts bereits bestand. Um 1250 kaufte Bischof Eberhard von Konstanz Burg und Dorf und verlieh beides an Graf Ulrich von Württemberg, womit wohl auch die Ortsherrschaft an Württemberg gelangte. Von der zweiten Hälfte des 13. Jahrhunderts bis ins 15. Jahrhundert nannte sich ein niederadliges Geschlecht nach Wittlingen, aber auch Angehörige eines Zweigs der Speth nannten sich seit 1339 nach dem Ort und hatten die Ortsherrschaft wohl bis 1495 inne.
In früheren Zeiten soll Wittlingen laut einer Sage ein ummauertes Städtchen gewesen sein. 1831 zählte das evangelisch geprägte Dorf 512 Einwohner.
Das Dorf gehörte stets zum Amt bzw. Oberamt Urach und bildete zusammen mit Gruorn, Hengen (heute Stadt Bad Urach), Seeburg, Rietheim und Trailfingen (beide Stadt Münsingen) ein Unteramt. Nach der Auflösung des Landkreises Urach kam Wittlingen 1938 zum Landkreis Münsingen. Am 1. September 1971 wurde Wittlingen anlässlich der Gemeindereform nach Bad Urach eingemeindet und erhielt eine eigene Ortsverwaltung. Mit der Eingemeindung verbunden war auch der Wechsel vom Landkreis Münsingen in den Landkreis Reutlingen.

## Politik

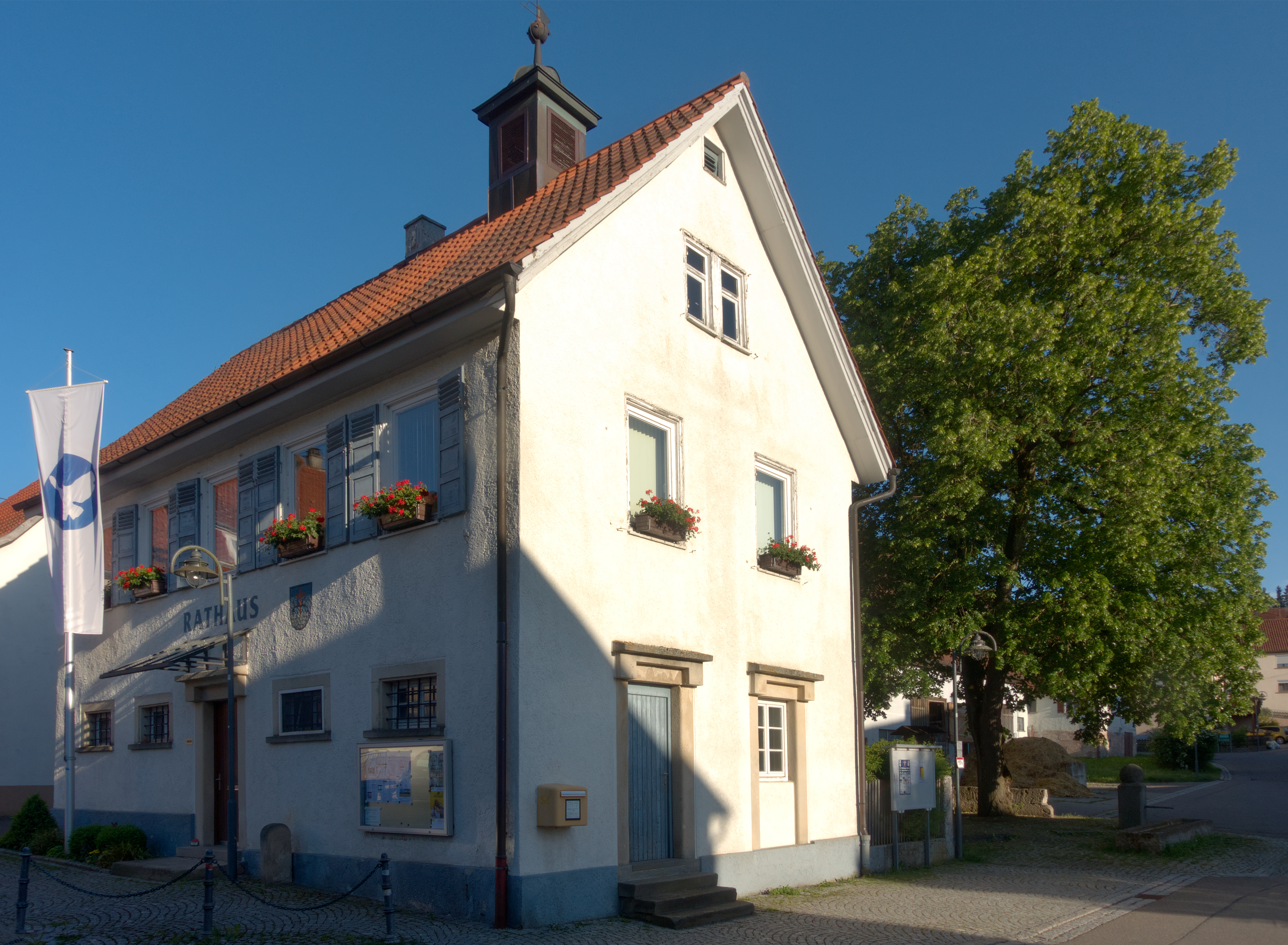
Rathaus

Alle Bad Uracher Stadtteile besitzen einen Ortschaftsrat und einen Ortsvorsteher. Ortsvorsteher von Wittlingen ist Horst Vöhringer (Liste Unabhängige Wählervereinigung Wittlingen). Der Ortschaftsrat in Wittlingen hat seit der letzten Wahl neun Mitglieder. Die Wahlbeteiligung bei der Kommunalwahl am 7. Juni 2009 lag bei 65,05 %. Die Unabhängige Wählervereinigung Wittlingen erzielte mit 2713 Stimmen (55,96 %) fünf Sitze im Ortschaftsrat. Die Wählergemeinschaft Wittlingen kam auf 2135 Stimmen (44,04 %) und vier Sitze.

## Sehenswürdigkeiten
Auf einem Bergvorsprung über dem Ermstal liegt die Ruine der Anfang des 11. Jahrhunderts erbauten Burg Hohenwittlingen. In der Nähe der Burg befindet sich im Wald der Eingang zur Schillerhöhle.

## Vereine
Die Dorfgemeinschaft von Wittlingen wird durch eine Reihe von Vereinen unterstützt. Zu diesen zählen der Akkordeonclub Hengen-Wittlingen, der Gesangverein Wittlingen, der Jugendclub Wittlingen, der Jugendförderverein des TSV Wittlingen, der Krankenpflegeförderverein, die Rulaman Bombers, der Schwäbische Albverein sowie der SFC Wittlingen, der TSV Wittlingen und die Chuerbse-Clique Wittlingen 1978.

## Persönlichkeiten
- Andreas Hauser (1770–1860), württembergischer Landtagsabgeordneter und Amtsbürgermeister in Marbach